# Муайенвиль (кантон)
Муайенвиль (фр. Moyenneville) — упраздненный кантон во Франции, регион Пикардия, департамент Сомма. Входил в состав округа Абвиль.
В состав кантона входили коммуны (население по данным Национального института статистики за 2009 г.):
- Аше-ан-Вимё (519 чел.)
- Беан (446 чел.)
- Гребо-Мениль (213 чел.)
- Каон (214 чел.)
- Кенуа-ле-Монтан (572 чел.)
- Муайенвиль (667 чел.)
- Мьянне (568 чел.)
- Сен-Максан (410 чел.)
- Тёфль (278 чел.)
- Тур-ан-Вимё (885 чел.)
- Фёкьер-ан-Вимё (2 500 чел.)
- Шепи (1 307 чел.)
- Эркур (134 чел.)
- Юшенвиль (661 чел.)

## Экономика
Структура занятости населения:
- сельское хозяйство — 4,8 %
- промышленность — 52,3 %
- строительство — 8,1 %
- торговля, транспорт и сфера услуг — 22,7 %
- государственные и муниципальные службы — 12,1 %

## Политика
Жители кантона придерживаются левых взглядов. На президентских выборах 2012 г. они отдали в 1-м туре Франсуа Олланду 30,1 % голосов против 24,3 % у Марин Ле Пен и 22,5 % у Николя Саркози, во 2-м туре в кантоне победил Олланд, получивший 57,6 % голосов (2007 г. 1 тур: Сеголен Руаяль — 27,3 %, Саркози — 25,0 %; 2 тур: Руаяль — 53,2 %). На выборах в Национальное собрание в 2012 г. по 3-му избирательному округу департамента Сомма жители кантона поддержали кандидата Социалистической партии Жана-Клода Бюизина, набравшего 36,4 % голосов в 1-м туре и 55,2 % - во 2-м туре. На региональных выборах 2010 года в 1-м туре победил список социалистов, собравший 33,7 % голосов против 23,7 % у списка «правых». Во 2-м туре «левый список» с участием социалистов и «зелёных» во главе с Президентом регионального совета Пикардии Клодом Жеверком получил 53,9 % голосов, «правый» список во главе с мэром Бове Каролин Кайё занял второе место с 30,0 %, а Национальный фронт с 16,1 % финишировал третьим.
|  | Кандидат         | Партия                  | % голосов |
|  | ---------------- | ----------------------- | --------- |
|  | Бернар Давернь   | Социалистическая партия | 67,76     |
|  | Кристиан Мандосс | Национальный фронт      | 32,24     |

|  | Кандидат        | Партия                  | % голосов |
|  | --------------- | ----------------------- | --------- |
|  | Бернар Давернь  | Социалистическая партия | 61,90     |
|  | Даниель Леборнь | Правые партии           | 38,10     |